# جون مكلينان
جون مكلينان هو سياسي كندي، ولد في 26 فبراير 1821، وتوفي في 18 ديسمبر 1893. انتخب عضو مجلس العموم الكندي.